# Рудины (Московская область)
Рудины — деревня в Ступинском районе Московской области в составе Городского поселения Михнево (до 2017 года)  (до 2006 года — входила в Татариновский сельский округ).

## Население
| 2002 | 2006 | 2010 |
| ---- | ---- | ---- |
| 60   | ↘53  | ↗54  |

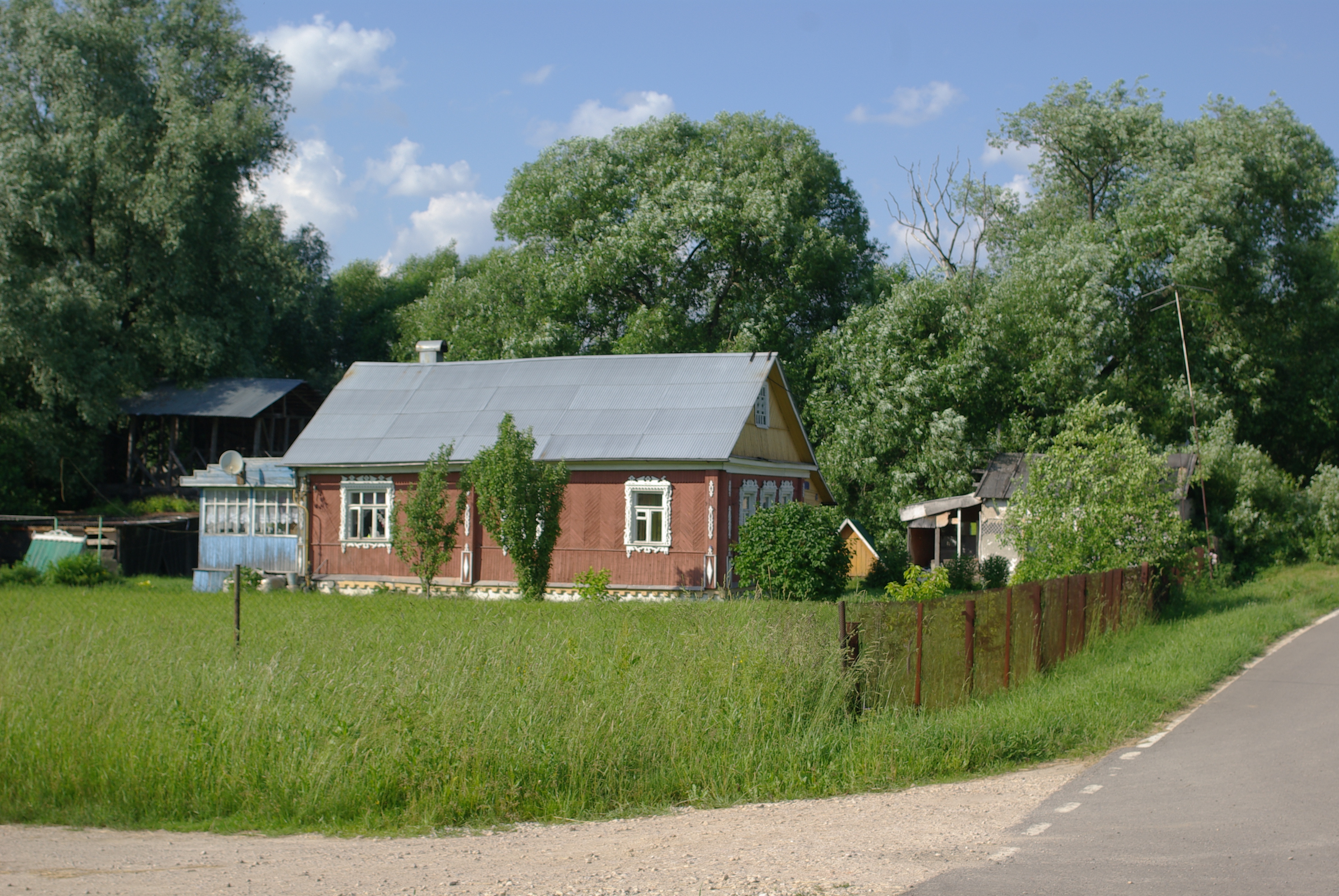
Дом в центре деревни Рудины

Рудины расположены на севере района, у границы с городским округом Домодедово, на одном из истоков безымянного правого притока реки Северка, высота центра деревни над уровнем моря — 184 м, ближайшие населённые пункты: Татариново — практически вплотную на юге и Юрьевка, городского округа Домодедово — около 1,0 км на юго-запад.
На 2016 год в Рудинах 4 улицы, 1 переулок и 3 садовых товарищества.
В Рудино, с середины XVII века действовала Спасская церковь. В 1895—1898 годах, на средства московского купца В. Ф. Федотова, вместо неё была сооружена новая кирпичная одноглавая, с приделами Руденской Богоматери и Сергиевским. Сломана в середине XX века.